# Brugsmodel
Brugsmodelbeskyttelse er en eneret med patent-lignende beskyttelse.
Brugsmodeller omtales ofte som det lille patent. Den danske brugsmodel er indført i 1992 med stærk inspiration fra tysk brugsmodellovgivning, og med store ligheder med samtidig tjekisk og slovakisk brugsmodellovgivning. I Danmark registreres brugsmodeller af Patent- og Varemærkestyrelsen. I modsætning til patenter kan brugsmodeller ikke registreres for fremgangsmåder. Brugsmodeller kan registreres for tekniske frembringelser, dvs. små opfindelser der ikke opfylder kravene til patenterbarhed. Eneretten er hurtigere at få opnået, da den blot skal registreres uden prøvning (patenterbarhedsvurdering), dvs. uden at Patent- og Varemærkestyrelsen foretager en nyhedsundersøgelse og på baggrund heraf vurderer om brugsmodellen opfylder kriterierne for gyldighed, nemlig at den har nyhed og er tydeligt adskiller sig fra den kendte teknik. 
Beskyttelsen er også af kortere varighed en et patents, nemlig blot 10 år i stedet for patentets 20 år. Da brugsmodellen endvidere ikke er prøvet, er den ofte ikke lige så stærk en rettighed som et egentligt patent. Inden man bruger sin brugsmodel i en krænkelsessag, er det derfor normalt nøvendigt at prøve brugsmodelregistreringen først hos Patent- og Varemærkestyrelsen. En prøvning kan begæres af enhver, dvs. ikke blot indehaveren men også den formodede krænker, eller sågar en tredjepart.
Nogle væsentlige forskelle mellem en brugsmodel-rettighed og et patent består i, at en brugsmodel kan registreres uden prøvning som nævnt ovenfor, at hvis den prøves, skal den have nyhed og mindre opfindelseshøjde end et patent skal, og at den kan offentliggøres lige efter registrering eller holdes hemmelig i op til 15 måneder. 
En brugsmodel betegnes ofte som et lille patent. Ikke alle lande giver mulighed for brugsmodel, men hvis man ansøger om internationalt patent, så kan man videreføre denne som patent eller brugsmodel. 